# アレックス・バエナ
アレハンドロ・バエナ・ロドリゲス（Alejandro Baena Rodríguez , 2001年7月20日 - ）は、スペイン・アンダルシア州アルメリア県ロケタス・デ・マル出身のサッカー選手。ラ・リーガ・アトレティコ・マドリード所属。スペイン代表。ポジションはミッドフィールダー（攻撃的ミッドフィールダー）。

## クラブ経歴
2011年にビジャレアルCFのカンテラに入所。2018年にCチームに昇格し、プロデビュー。翌年Bチームに昇格。同年12月にはトップチームに招集され、18日のコパ・デル・レイのコミージャスCF戦でトップチーム初出場。以降は再びBチームでのプレーが続いたが、2020年7月に再びトップチームに昇格。20日のレアル・ソシエダ戦でラ・リーガ初出場。11月5日のUEFAヨーロッパリーグのマッカビ・テルアビブFC戦でプロ初ゴールを記録。12日にはジェレミ・ピノ、フェルナンド・ニーニョらと共に2024年までの契約に合意した。
2021年8月19日、セグンダ・ディビシオンのジローナFCに1シーズンレンタル移籍することが発表された。
2025年7月2日、アトレティコ・マドリードに5年契約で移籍した。

## 代表歴
2018年にイングランドで開催されたUEFA U-17欧州選手権に、U-17のスペイン代表で出場した。
2023年9月1日、9月のUEFA EURO 2024予選に臨むスペイン代表へ初招集された。同年9月12日、キプロス代表との試合にて、76分にガビとの途中交代でフル代表デビューを果たすと、1分後には代表初ゴールも挙げた。

## 個人成績

### 代表
試合数
- 国際Aマッチ 10試合 2得点（2023年 - ）

| スペイン代表 | 国際Aマッチ | 国際Aマッチ |
| 年           | 出場        | 得点        |
| ------------ | ----------- | ----------- |
| 2023         | 1           | 1           |
| 2024         | 7           | 1           |
| 2025         | 2           | 0           |
| 通算         | 10          | 2           |

得点
| # | 開催日         | 開催地                                       | 対戦国   | スコア | 結果 | 大会                                   |
| - | -------------- | -------------------------------------------- | -------- | ------ | ---- | -------------------------------------- |
| 1 | 2023年9月12日  | グラナダ、ヌエボ・ロス・カルメネス           | キプロス | 5-0    | 6-0  | UEFA EURO 2024予選                     |
| 2 | 2024年10月15日 | コルドバ、エスタディオ・ヌエボ・アルカンヘル | セルビア | 3-0    | 3-0  | UEFAネーションズリーグ2024-25・リーグA |

## タイトル

### クラブ
ビジャレアル
- UEFAヨーロッパリーグ: 2020-21

### 代表
U-23スペイン代表
- パリオリンピック金メダル: 2024

スペイン代表
- UEFA欧州選手権: 2024